# Sovjetrepublik
| Sovjetrepublik |
| --- |
| - Betydelse: Delstat i Sovjetunionen. - Olika ord: Sovjetrepublik eller rådsrepublik. - Historik: Användes 1922–91 (dvs. under Sovjetunionens hela existens). |

Sovjetrepublik, också kallat rådsrepublik, eller unionsrepublik syftar oftast på en republik som ingick som delstat i Sovjetunionen (1922–91). Från 1956 och fram till unionens upplösning fanns femton sovjetrepubliker, vilka samtliga numera är självständiga stater. Ryska SFSR var till ytan, antal invånare och inflytande den mest dominerande. Kazakiska SSR var den näst största delrepubliken till ytan och utöver Ryska SFSR den mest dominerande i Asien. Sedan 1944 tilläts de olika sovjetrepublikerna att etablera egna utrikesministerier, och både Ukrainska SSR och Vitryska SSR blev 1945 medlemmar i Förenta nationerna.
| Sovjetunionen 1922–24: Ryska SFSR Transkaukasiska SFSR Ukrainska SSR Vitryska SSR Buchariska NSR Choremska NSR |  | Sovjetunionen 1924–29. • Nya republiker: Turkmenska SSR Uzbekiska SSR • Avskaffad: Chorezmska NSR |
| Sovjetunionen 1922–24: Ryska SFSR Transkaukasiska SFSR Ukrainska SSR Vitryska SSR Buchariska NSR Choremska NSR |  | Sovjetunionen 1924–29. • Nya republiker: Turkmenska SSR Uzbekiska SSR • Avskaffad: Chorezmska NSR |

| Sovjetunionen 1929–36. • Ny republik: Tadzjikiska SSR |  | Sovjetunionen 1936–40. • Nya republiker: Armeniska SSR Azerbajdzjanska SSR Georgiska SSR Kazakiska SSR Kirgiziska SSR • Avskaffad: Transkaukasiska SFSR |
| Sovjetunionen 1929–36. • Ny republik: Tadzjikiska SSR |  | Sovjetunionen 1936–40. • Nya republiker: Armeniska SSR Azerbajdzjanska SSR Georgiska SSR Kazakiska SSR Kirgiziska SSR • Avskaffad: Transkaukasiska SFSR |

| Sovjetunionen 1940–56. • Nya republiker: Karelsk-finska SSR Lettiska SSR Litauiska SSR Moldaviska SSR Estniska SSR |  | Sovjetunionen 1956–91. • Avskaffad: Karelsk-finska SSR. • Not: Krim hade 1954 överförts från Ryska SFSR till Ukrainska SSR. |
| Sovjetunionen 1940–56. • Nya republiker: Karelsk-finska SSR Lettiska SSR Litauiska SSR Moldaviska SSR Estniska SSR |  | Sovjetunionen 1956–91. • Avskaffad: Karelsk-finska SSR. • Not: Krim hade 1954 överförts från Ryska SFSR till Ukrainska SSR. |

## Utveckling
Unionen var formellt en federation som efter andra världskriget bestod av 16, sedermera 15, sovjetrepubliker med Ryssland (RSFSR) som den största och mest inflytelserika. Varje republik, namngiven efter en dominerande etnisk grupp, hade konstitutionella garantier för långtgående självstyre och rätt till utträde ur unionen men styrdes i realiteten av ett till Moskva hårt knutet kommunistparti. Alla sovjetrepubliker har efter Sovjetunionens fall blivit självständiga stater.
Formellt var alla sovjetrepublikerna jämställda och hade rätt att utträda ur unionen. I praktiken var Ryska SFSR dominerande och några utträdeskrav kunde rent faktiskt inte göras gällande förrän regimen föll samman 1991. 
Sovjetrepublik användes också som beteckning för styrelseskicket i de stater som kom att 1924 bilda Sovjetunionen, samt för ett antal andra kortlivade, oftast socialistiska, statsbildningar.

### Lista över sovjetrepubliker 1956–91
Sovjetunionen bestod av följande delstater från 1956 och framåt. Siffrorna inom parentes är de från kartan i faktarutan längst upp till höger
- Armeniska SSR (1)
- Azerbajdzjanska SSR (2)
- Vitryska SSR (3)
- Estniska SSR (4)
- Georgiska SSR (5)
- Kazakiska SSR (6)
- Kirgiziska SSR (7)
- Lettiska SSR (8)
- Litauiska SSR (9)
- Moldaviska SSR (10; inklusive det senare Transnistrien))
- Ryska SFSR (11)
- Tadzjikiska SSR (12)
- Turkmenska SSR (13)
- Ukrainska SSR (14; inklusive Krim från 1954)
- Uzbekiska SSR (15)

### Tidigare delstater
- Karelsk-finska SSR (1940–1956, blev sedan del av Ryska SFSR)
- Transkaukasiska SFSR (1922–1926, delades sedan upp i Armeniska, Azerbajdzjanska och Georgiska SSR)
- Litauisk-vitryska SSR (februari-augusti 1919, ersattes sedan av Vitryska SSR sedan sovjetregimen hade avträtt områden till Polen och tvingats erkänna Litauens självständighet)

### Övriga sovjetrepubliker
Åren 1921–31 existerade Abchaziska SSR. Den var trots sitt namn inte en egentlig sovjetrepublik utan associerad med Transkaukasiska SSR och senare Georgiska SSR. 1931 uppgick den definitivt i den sistnämnda.
Under delar av 1919 fanns Litauisk-vitryska SSR. Denna existerade under tiden för ryska inbördeskriget och innan Sovjetunionen ens hade bildats.

### Begreppet republik inom Sovjetunionen
Det fanns två former av republik i Sovjetunionen:
- Socialistisk sovjetrepublik (SSR)
- Autonom socialistisk sovjetrepublik (ASSR)

Under dessa administrativa indelningar fanns sedan bland annat:
- Autonomt område (AOb eller AOk)
- Distrikt

ASSR, AOb och AOk var indelningar specifikt avsedda för sammanhållna etniska grupper.